# Patuá di Macau únde ta vai?
Pour plus de détails, voir Fiche technique et Distribution.
Patuá di Macau, únde ta vai? (Patois de Macao, où vas-tu?) est un film documentaire produit en 2010 qui, au travers de différents témoignages recueillis à Macao et à Malacca, retrace l’histoire du patois macanais. De ses origines à son futur plus qu’incertain, en passant par ses caractéristiques particulières, ce documentaire constitue un enregistrement audiovisuel inédit sur le sujet.

## Commentaire
La langue créole de base portugaise, patois macanais ou "maquiste", historiquement liée à l'arrivée des portugais à Macao au XVIe siècle, a été parlée pendant des siècles par la communauté macanaise, minorité luso-asiatique située à Macao. Aujourd'hui, la réalité est toute autre. En effet, de moins en moins de personnes emploient cette langue, peu à peu remplacée par le cantonais et l'anglais.
Si le patois a survécu, c'est en grande partie grâce à la transmission orale des parents à leurs enfants tout au long des générations. Seulement il ne s'agit là que d'un petit groupe de personnes. L'UNESCO a signalé les risques d'extinction du macanais. Le futur de la langue est en effet très incertain. Patuá di Macau, únde ta vai? (Patois de Macao, où vas-tu?) est un documentaire qui vise à faire connaître cette réalité sociolinguistique.

## Fiche technique
- Titre complet : Patuá di Macau, únde ta vai? Uma língua crioula em vias de extinção (Patois de Macao, où vas-tu? Une langue créole en voie d'extinction)
- Genre : Documentaire
- Année : 2010
- Durée : 68 minutes
- Réalisation et production : James Jacinto, Silvie Lai
- Auteur : Silvie Lai
- Sponsor : Fondation de Macao

## Intervenants
Isabel et Ismael Silva : Ils sont nés et vivent à Macao. Ils sont les neveux du poète macanais José dos Santos Ferreira. Ils ont appris le maquiste à la maison avec leurs parents.
Rita Cabral: Étant l’une des rares personnes parlant couramment le maquiste, elle a déjà participé à quelques pièces de théâtre en patois à l’occasion du Festival d’Arts de Macao.
Mário Nunes: Linguiste.
Alan Baxter: Linguiste et ancien directeur du département de portugais de l'Université de Macao (UMAC).
Russo: C’est le membre d’un groupe de la Tuna Macaense qui chante en langue maquiste des chansons dont les paroles sont tirées des poèmes de José dos Santos Ferreira.
Miguel Senna Fernandes (leader), Isa Manhão, Germano Guilherme, Lisa Acconci e Valentina Marques: Ils sont les membres d’un groupe de musique récent. Ils chantent des chansons dont les paroles sont adaptées en patois.
José Nascimento, Guiomar Pedruco, Nina Lichtenstein, Gigi Chiu, Alfredo e André Ritchie: Ce sont des acteurs qui jouent dans une pièce de théâtre en langue maquiste.
Paula Carion: C’est une athlète officielle de Macao. Son CV compte déjà plusieurs médailles d’un niveau international. Elle participe aux initiatives de Dóci Papiaçam di Macau (groupe de théâtre en patois).
Sérgio Perez: C’est un fonctionnaire public avec une formation en son et image. Il a fait partie de la jeune équipe qui a réalisé les vidéos présentées lors du spectacle qui a eu lieu dans le Centre Culturel de Macao à l’occasion du Festival d’Arts.

## Exemples de patois macanais
Poème en patois de José dos Santos Ferreira:

Únde ta vai, quirida?
Macau di nosso coraçam,
Alma di nossa vida,
Assi metido na iscuridam?

Qui di candia pa lumiá vôs?
Quelê-môdo vôs pôde andá?
Cuidado, nom-mestê tropeçá!
Vôs cai, nôs cai juntado co vôs.

Macau di rosto tristonho,
Únde têm vosso alegria?
Quim já supra vosso candia,
Largá vôs na treva medónho?

Ventania fortí ta zuní,
Tempo ta fazê coraçam esfriado;
Na fugám, fôgo apagado,
Amôr tamêm pôde escapulí.

Nom-têm calor, nom-têm luz,
Mâs fé sá, nom-pôde faltá.
Dios Misericordioso logo achá
Unga Cirineu pâ vosso cruz!

## Le problème de transmission
Le patois s’apprenait dans le cercle familial dès l’enfance. Le grand domaine du patois variait de famille en famille dépendant, par exemple, de l’entrée de nouveaux membres dans la famille. En effet, ils pouvaient être macanais d’origine portugaise ou d’origine chinoise.
Le problème réside dans le fait que le macanais a toujours été avant tout une langue orale. Il n’a jamais été intégré dans le programme des écoles. À cause du système d’enseignement qu’exigeait l’apprentissage du portugais européen, le patois, aujourd’hui encore, est fréquemment pris pour du portugais mal parlé. À l’époque où le portugais était enseigné, parler patois était interdit. À l’école, la langue était même censurée par les professeurs. Qui parlait patois payait une amende. Ce qui explique pourquoi la transmission aux générations futures était surtout assurée par les parents.
Les premières écoles officielles avec enseignement du portugais à Macao ont été créées seulement à partir de la seconde moitié du XIXe siècle. Ce fut principalement à partir de cette époque que la communauté maquiste, notamment les femmes, ont eu accès à l’enseignement du portugais. Jusque-là, il n’existait que des écoles religieuses réservées aux hommes.

## Investigation linguistique
La disparition de la langue maquiste serait une réelle perte de valeur historique et culturelle, après plus de 400 ans de présence portugaise à Macao. Dans le département d’études portugaises de l’Université de Macao (UMAC), divers projets d’investigation sur le patois sont en cours. L’un de ces projets concerne la création d’une grammaire de la langue. Étant donné la situation actuelle du patois qui est en sérieux danger d’extinction, sa publication serait une contribution précieuse pour une possible récupération de la langue.